# Figures (collection)
« Figures » est le nom d'une collection d'écrits philosophiques et de sciences humaines et sociales initiée et dirigée par Bernard-Henri Lévy pour les éditions Grasset.
La collection a été lancée en octobre 1974 avec des écrits provenant de camarades proches de Lévy, tous normaliens comme lui. Elle doit beaucoup à la pensée de Maurice Clavel et à l'éditrice Françoise Verny. Elle a permis sans doute l'émergence de ce qui fut appelée alors par les médias et Lévy lui-même dans un dossier publié par Les Nouvelles littéraires au printemps 1976, la « nouvelle philosophie »,.

## Premiers titres
- Jean-Paul Dollé, Voie d'accès au plaisir  (La métaphysique), 1974.
- Philippe Nemo, L'Homme structural[3], 1975.
- Jean-Marie Benoist, La Révolution structurale[3], 1975.
- Michel Serres, Feux et signaux de brume. Zola, 1975.
- Christian Jambet et Guy Lardreau, Ontologie de la révolution : I. L'ange. Pour une cynégétique du semblant, 1976.
- Françoise Paul-Lévy, Karl Marx. Histoire d'un bourgeois allemand, 1976.
- Jean-Paul Dollé, L'Odeur de la France, 1976.
- Michel Guérin, Lettres à Wolf ou la Répétition, 1976.
- Bernard-Henri Lévy, La Barbarie à visage humain, 1977.
- Jean-Luc Marion, L’Idole et la distance. Cinq études, 1977.
- Séminaire dirigé par Claude Lévy-Strauss, L'Identité, 1977.
- Catherine Clément, Les fils de Freud sont fatigués, 1978.
- Armando Verdiglione, La Dissidence freudienne, 1978.
- Philippe Nemo, Job et l'excès du mal, 1978.
- Guy Lardreau, La Mort de Joseph Staline. Bouffonnerie philosophique, 1978.
- Christian Jambet et Guy Lardreau, Ontologie de la révolution : II. Le Monde. Réponse à la question « Qu'est-ce que les droits de l'homme ? », 1978.
- Bernard-Henri Lévy, Le Testament de Dieu, 1979.
- Guy Scarpetta, Brecht ou le soldat mort, 1979.
- Anne Martin-Fugier, La Place des bonnes : la domesticité féminine à Paris en 1900, 1979.
- Catherine Clément, L'Opéra ou la défaite des femmes, 1980.
- Jacques et Claudie Broyelle, Apocalypse Mao, 1980.
- Collectif, Heidegger et la question de Dieu, 1980.